# Matthias Luserke-Jaqui
Matthias Luserke-Jaqui (* 17. Februar 1959 in Stuttgart) ist ein deutscher Germanist und Literaturwissenschaftler. Er ist Universitätsprofessor an der TU Darmstadt.

## Ausbildung
Matthias Luserke-Jaqui besuchte von 1966 bis 1969 die Volksschule in Stuttgart-Feuerbach, ab 1969 das Eberhard-Ludwigs-Gymnasium in Stuttgart. Von 1969 bis 1974 Gesangsausbildung bei den Stuttgarter Hymnus-Chorknaben. Von 1974 bis 1976 war er Seminarist des Evangelisch-Theologischen Seminars in Maulbronn, von 1976 bis 1979 des Evangelisch-Theologischen Seminars in Blaubeuren, wo er 1979 das Abitur ablegte. Von 1980 bis 1984 studierte Luserke-Jaqui an der Universität Tübingen Germanistik, Philosophie und Evangelische Theologie. Das Studium schloss er an der Universität des Saarlandes (Saarbrücken) in den Fächern Neuere deutsche Literaturwissenschaft, Philosophie und Komparatistik 1987 mit der Promotion (Wirklichkeit und Möglichkeit. Modaltheoretische Untersuchung zum Werk Robert Musils) ab. 1993 habilitierte er sich mit der Arbeit Die Bändigung der wilden Seele. Literatur und Leidenschaft in der Aufklärung in Saarbrücken und erhielt die Venia legendi für Neuere deutsche Literaturwissenschaft.

## Beruflicher Werdegang
Seine berufliche Laufbahn begann Luserke-Jaqui 1987 als wissenschaftlicher Mitarbeiter an der Arbeitsstelle für Robert Musil-Forschung in Saarbrücken. Im Oktober desselben Jahres erhielt er ein Postdoktorandenstipendium der Deutschen Forschungsgemeinschaft, von 1989 an ein Habilitationsstipendium der Deutschen Forschungsgemeinschaft. Er nahm mehrere Assistenz- und Professurvertretungen wahr, u. a. in Darmstadt, Mannheim und Saarbrücken. 1995 erhielt er ein Heisenberg-Stipendium der Deutschen Forschungsgemeinschaft. 1998 folgte der Ruf als Universitätsprofessor für Neuere deutsche Literaturwissenschaft an die Technische Universität Darmstadt.
Luserke-Jaqui hat sich insbesondere durch wegweisende Forschungsarbeiten zur literarischen Epoche der Aufklärung und der Periode des Sturm und Drang ausgezeichnet, weitere wichtige Forschungsschwerpunkte sind darüber hinaus u. a. die Klassische Moderne, die Literatur des 20. Jahrhunderts, die Literaturtheorie und die Kulturgeschichte der Literatur. Wichtige Editionen u. a. zu Goethe, Schiller und J.M.R. Lenz. – Neben wissenschaftlichen Arbeiten veröffentlichte Luserke-Jaqui bisher zwei Gedichtbände: Gimpelworte (2017), MarriTriage (2018).

## Schriften (Auswahl)

### Monografien
- Wirklichkeit und Möglichkeit. Modaltheoretische Untersuchung zum Werk Robert Musils. Frankfurt a. M., Bern, New York, Paris 1987.
- Jakob Michael Reinhold Lenz. Der Hofmeister – Der Neue Menoza – Die Soldaten. München 1993 (UTB 1728).
- Die Bändigung der wilden Seele. Literatur und Leidenschaft in der Aufklärung. Stuttgart, Weimar 1995 (= Germanistische Abhandlungen 77).
- Robert Musil. Stuttgart, Weimar 1995 (Sammlung Metzler 289).
- Sturm und Drang. Autoren – Texte – Themen. Bibliographisch ergänzte Ausgabe. Stuttgart 2019 [1. Aufl. 1997] (Reclam UB 17602).
- Der junge Goethe. „Ich weis nicht warum ich Narr soviel schreibe“. Göttingen 1999.
- Schule erzählt. Literarische Spiegelbilder im 19. und 20. Jahrhundert. Göttingen 1999.
- Lenz-Studien. Literaturgeschichte, Werke, Themen. St. Ingbert 2001.
- Medea. Studien zur Kulturgeschichte der Literatur. Tübingen, Basel 2002.
- Einführung in die Neuere deutsche Literaturwissenschaft. 2., überarbeitete u. ergänzte Aufl. Göttingen 2007 [1. Aufl. 2002] (UTB 2309).
- Über Literatur und Literaturwissenschaft. Anagrammatische Lektüren. Tübingen, Basel 2003.
- Eduard Mörike. Ein Kommentar. Tübingen, Basel 2004 (UTB 2530).
- Friedrich Schiller. Tübingen, Basel 2005 (UTB 2595).
- Kleine Literaturgeschichte der großen Liebe. Darmstadt 2011.
- „Ein Nachtigall die waget“. Luther und die Literatur. Tübingen, Basel 2016.
- Deutsche Literaturgeschichte in 10 Schritten. Tübingen, Basel 2017.
- Schiller-Studien: Der ganze Mensch und die Ästhetik der Freiheit. Tübingen 2018.
- Querwege. Interpretationen zur deutschen Lyrik. Würzburg 2019.
- 50 Gedichte des Sturm und Drang. Stuttgart 2020 (Herausgeber) (Reclam UB 19663).
- Sturm und Drang. Ausgewählte Beiträge zur Binnenkritik und Dynamisierung der Aufklärung. Würzburg 2021.
- Faust. Sichtung. Würzburg 2021.
- Buchstäblichkeit und symbolische Deutung. Beiträge zur Kulturgeschichte der Literatur. Tübingen 2021.

### Texteditionen (Auswahl)
- Jakob Michael Reinhold Lenz: Pandämonium Germanikum. Eine Skizze. Synoptische Ausgabe beider Handschriften. Mit einem Nachwort hrsg. v. Matthias Luserke u. Christoph Weiß. St. Ingbert 1993 (= Kleines Archiv des achtzehnten Jahrhunderts, Bd. 17).
- [Anon.:] Linas aufrichtige Bekenntnisse oder die Freuden der Wollust. Hrsg. v. Matthias Luserke u. Reiner Marx. Frankfurt a. M. 1995.
- Friedrich Schiller: Werke und Briefe in zwölf Bänden. Hrsg. v. Otto Dann, Heinz Gerd Ingenkamp, Rolf-Peter Janz, Gerhard Kluge, Herbert Kraft, Georg Kurscheidt, Matthias Luserke, Norbert Oellers, Mirjam Springer u. Frithjof Stock. Bd. 5: Dramen IV. Hrsg. v. Matthias Luserke. Frankfurt a. M. 1996.
- Johann Wolfgang von Goethe: Die Leiden des jungen Werthers. Studienausgabe. Paralleldruck der Fassungen von 1774 und 1787. Hrsg. v. Matthias Luserke. Stuttgart 1999 (Reclam UB 9762).
- Johann Wolfgang Goethe: Leiden des jungen Werthers. Edition der Handschrift von 1786. Hrsg. v. Matthias Luserke. Weimar 1999.
- Friedrich Schiller: Die Braut von Messina oder Die feindlichen Brüder. Ein Trauerspiel mit Chören. Hrsg. v. Matthias Luserke. Stuttgart 1996. 2. Aufl. 2008. (Reclam UB 60)
- Jakob Michael Reinhold Lenz u. a.: Jupiter und Schinznach / Ramond de Carbonnières: Die letzten Tage des jungen Olban. Mit einem Nachwort hrsg. v. Matthias Luserke. Hildesheim, Zürich, New York 2001.
- Friedrich Schiller: Anthologie auf das Jahr 1782. Mit einem Nachwort hrsg. v. Matthias Luserke-Jaqui. Saarbrücken 2009.
- Jochen Klepper: Katharina von Bora. Fragment eines Luther-Romans. Mit einem Nachwort hrsg. v. Matthias Luserke-Jaqui. Zell/Mosel 2017.
- Joseph Martin Kraus: Tolon. Ein Trauerspiel in drei Aufzügen. Mit einem Nachwort hrsg. v. Matthias Luserke-Jaqui. Hannover 2017 (Theatertexte 57).
- Ludwig Philipp Hahn: Ausgewählte Werke. Mit einem Nachwort hrsg. v. Matthias Luserke-Jaqui. Würzburg 2019.
- 50 Gedichte des Sturm und Drang. Mit einem Nachwort hrsg. v. Matthias Luserke-Jaqui. Stuttgart 2020. (Reclam UB 19663)
- Friedrich Schiller: Wilhelm Tell. Schauspiel. Studienausgabe. Mit einem Nachwort hrsg. v. Silvia Jaqui u. Matthias Luserke-Jaqui. Stuttgart 2022. (Reclam UB 14213)

### Herausgebertätigkeit (Auswahl)
- Lenz-Jahrbuch. Sturm-und-Drang-Studien. Bd. 1 (1991) bis Bd. 18 (2011) Mitherausgeber.
- Musil-Forum. Studien zur Literatur der klassischen Moderne. Hrsg. v. Matthias Luserke-Jaqui u. Rosmarie Zeller. Berlin, New York. Bd. 27–30 (2003–2009).
- KULI. Studien und Texte zur Kulturgeschichte der deutschsprachigen Literatur. Hrsg. v. Matthias Luserke-Jaqui, Helga Meise, Gerhard Sauder u. Jörg Schönert. Tübingen. Bd. 1–6 (2005–2007). Ab Bd. 7, 2017: KULI. Studien und Texte zur Kulturgeschichte der Literatur. Hrsg. v. Matthias Luserke-Jaqui in Verbindung mit Albrecht Beutel, Peter Seibert u. W. Daniel Wilson.
- Schiller-Handbuch. Hrsg. v. Matthias Luserke-Jaqui unter Mitarbeit v. Grit Dommes. Stuttgart, Weimar 2005.
- „Alle Welt ist medial geworden.“ Literatur, Technik, Naturwissenschaft in der Klassischen Moderne. Internationales Darmstädter Musil-Symposium. Hrsg. v. Matthias Luserke-Jaqui. Tübingen 2005.
- Deutschsprachige Romane der klassischen Moderne. Hrsg. v. Matthias Luserke-Jaqui unter Mitarbeit v. Monika Lippke. Berlin 2008.
- DALPh. Darmstädter Arbeiten zur Literaturwissenschaft und Philosophie. Hrsg. v. Gerhard Gamm u. Matthias Luserke-Jaqui. Bd. 1ff. Marburg 2009ff.
- Handbuch Sturm und Drang. Hrsg. v. Matthias Luserke-Jaqui unter Mitarbeit v. Vanessa Geuen u. Lisa Wille. Berlin, Boston 2017.
- Literary Disability Studies. Theorie und Praxis in der Literaturwissenschaft. Hrsg. v. Matthias Luserke-Jaqui. Würzburg 2019.
- Heinrich Leopold Wagner. Neue Studien zu seinem Werk. Hrsg. v. Matthias Luserke-Jaqui u. Lisa Wille. Würzburg 2020.